# Trigonometopus albifrons
Trigonometopus albifrons är en tvåvingeart som beskrevs av Frederick Knab 1914. Trigonometopus albifrons ingår i släktet Trigonometopus och familjen lövflugor.
Artens utbredningsområde är Nicaragua. Inga underarter finns listade i Catalogue of Life.